# Rencontres de la Ligue des champions de l'UEFA 2014-2015
Cet article présente les résultats détaillés des rencontres de la Ligue des champions de l'UEFA 2014-2015.

## Phase de groupes
Les deux meilleures équipes de chaque groupe, soit seize équipes, se qualifient pour les huitièmes de finale tandis que les troisièmes de chaque groupe se qualifient pour les seizièmes de finale de la Ligue Europa.
Selon l'article 7.06 du règlement de la compétition, si deux équipes ou plus sont à égalité de points à l'issue des matchs de groupe, les critères suivants sont appliqués dans l'ordre pour départager :
1. plus grand nombre de points « particuliers » (obtenus dans les matchs de groupe disputés entre les équipes concernées) ;
2. meilleure différence de buts « particulière » (dans les matchs de groupe disputés entre les équipes concernées) ;
3. plus grand nombre de buts marqués à l’extérieur dans les matchs de groupe disputés entre les équipes concernées ;
4. meilleure différence de buts sur tous les matchs de groupe ;
5. plus grand nombre de buts marqués ;
6. plus grand nombre de points au coefficient UEFA.

Légende des classements
- Qualifié pour les huitièmes de finale
- Repêché en seizièmes de finale de la Ligue Europa

Légende des résultats
- Victoire à domicile
- Match nul
- Victoire à l'extérieur

### Groupe A
| Rang | Équipe            | Pts | J | G | N | P | Bp | Bc | Diff |  | Résultats (▼ dom., ► ext.) |     |     |     |     |
| ---- | ----------------- | --- | - | - | - | - | -- | -- | ---- |  | -------------------------- | --- | --- | --- | --- |
| 1    | Atlético Madrid   | 13  | 6 | 4 | 1 | 1 | 14 | 3  | +11  |  | Atlético Madrid            |     | 1-0 | 4-0 | 5-0 |
| 2    | Juventus de Turin | 10  | 6 | 3 | 1 | 2 | 7  | 4  | +3   |  | Juventus de Turin          | 0-0 |     | 3-2 | 2-0 |
| 3    | Olympiakos        | 9   | 6 | 3 | 0 | 3 | 10 | 13 | -3   |  | Olympiakos                 | 3-2 | 1-0 |     | 4-2 |
| 4    | Malmö FF          | 3   | 6 | 1 | 0 | 5 | 4  | 15 | -11  |  | Malmö FF                   | 0-2 | 0-2 | 2-0 |     |

| 1re journée                      | Olympiakos                                | 3 - 2   | Atlético Madrid               | Stade Karaïskaki, Le Pirée                     |                                                |
| 16 septembre 2014 20 h 45 (CEST) | Masuaku 22e · Afellay 31e · Mítroglou 73e | (2 - 1) | 38e Mandžukić · 86e Griezmann | Spectateurs : 31 946 Arbitrage : Pedro Proença | Spectateurs : 31 946 Arbitrage : Pedro Proença |
| 16 septembre 2014 20 h 45 (CEST) | Rapport                                   |         |                               | Spectateurs : 31 946 Arbitrage : Pedro Proença | Spectateurs : 31 946 Arbitrage : Pedro Proença |

|  | Juventus FC          | 2 - 0   | Malmö FF | Juventus Stadium, Turin                           |                                                   |
|  | Carlos Tévez 59e 90e | (0 - 0) |          | Spectateurs : 31 218 Arbitrage : Szymon Marciniak | Spectateurs : 31 218 Arbitrage : Szymon Marciniak |
|  | Rapport              |         |          | Spectateurs : 31 218 Arbitrage : Szymon Marciniak | Spectateurs : 31 218 Arbitrage : Szymon Marciniak |

| 2e journée                      | Malmö FF          | 2 - 0   | Olympiakos | Swedbank Stadion, Malmö                         |                                                 |
| 1er octobre 2014 20 h 45 (CEST) | Rosenberg 42e 82e | (1 - 0) |            | Spectateurs : 20 500 Arbitrage : Sergei Karasev | Spectateurs : 20 500 Arbitrage : Sergei Karasev |
| 1er octobre 2014 20 h 45 (CEST) | Rapport           |         |            | Spectateurs : 20 500 Arbitrage : Sergei Karasev | Spectateurs : 20 500 Arbitrage : Sergei Karasev |

|  | Atlético Madrid | 1 - 0   | Juventus FC | Stade Vicente-Calderón, Madrid               |                                              |
|  | Arda Turan 75e  | (0 - 0) |             | Spectateurs : 44 322 Arbitrage : Felix Brych | Spectateurs : 44 322 Arbitrage : Felix Brych |
|  | Rapport         |         |             | Spectateurs : 44 322 Arbitrage : Felix Brych | Spectateurs : 44 322 Arbitrage : Felix Brych |

| 3e journée                     | Atlético Madrid                                                    | 5 - 0   | Malmö FF | Stade Vicente-Calderón, Madrid             |                                            |
| 22 octobre 2014 20 h 45 (CEST) | Koke 48e · Mandžukić 61e · Griezmann 63e · Godín 87e · Cerci 90+3e | (0 - 0) |          | Spectateurs : 34 502 Arbitrage : Matej Jug | Spectateurs : 34 502 Arbitrage : Matej Jug |
| 22 octobre 2014 20 h 45 (CEST) | Rapport                                                            |         |          | Spectateurs : 34 502 Arbitrage : Matej Jug | Spectateurs : 34 502 Arbitrage : Matej Jug |

|  | Olympiakos | 1 - 0   | Juventus FC | Stade Karaïskaki, Le Pirée                     |                                                |
|  | Kasami 36e | (1 - 0) |             | Spectateurs : 31 411 Arbitrage : Milorad Mažić | Spectateurs : 31 411 Arbitrage : Milorad Mažić |
|  | Rapport    |         |             | Spectateurs : 31 411 Arbitrage : Milorad Mažić | Spectateurs : 31 411 Arbitrage : Milorad Mažić |

| 4e journée                    | Malmö FF | 0 - 2   | Atlético Madrid            | Swedbank Stadion, Malmö                           |                                                   |
| 4 novembre 2014 20 h 45 (CET) |          | (0 - 1) | 30e Koke · 78e Raúl García | Spectateurs : 20 500 Arbitrage : Mark Clattenburg | Spectateurs : 20 500 Arbitrage : Mark Clattenburg |
| 4 novembre 2014 20 h 45 (CET) | Rapport  |         |                            | Spectateurs : 20 500 Arbitrage : Mark Clattenburg | Spectateurs : 20 500 Arbitrage : Mark Clattenburg |

|  | Juventus FC                               | 3 - 2   | Olympiakos             | Juventus Stadium, Turin                          |                                                  |
|  | Pirlo 21e · Roberto 65e (csc) · Pogba 66e | (1 - 1) | 24e Botía · 61e Ndinga | Spectateurs : 39 091 Arbitrage : Martin Atkinson | Spectateurs : 39 091 Arbitrage : Martin Atkinson |
|  | Rapport                                   |         |                        | Spectateurs : 39 091 Arbitrage : Martin Atkinson | Spectateurs : 39 091 Arbitrage : Martin Atkinson |

| 5e journée                     | Malmö FF | 0 - 2   | Juventus FC              | Swedbank Stadion, Malmö                        |                                                |
| 26 novembre 2014 20 h 45 (CET) |          | (0 - 0) | 49e Llorente · 88e Tévez | Spectateurs : 20 500 Arbitrage : Pedro Proença | Spectateurs : 20 500 Arbitrage : Pedro Proença |
| 26 novembre 2014 20 h 45 (CET) | Rapport  |         |                          | Spectateurs : 20 500 Arbitrage : Pedro Proença | Spectateurs : 20 500 Arbitrage : Pedro Proença |

|  | Atlético Madrid                        | 4 - 0   | Olympiakos | Stade Vicente-Calderón, Madrid                  |                                                 |
|  | Raúl García 9e · Mandžukić 38e 62e 65e | (2 - 0) |            | Spectateurs : 40 121 Arbitrage : Wolfgang Stark | Spectateurs : 40 121 Arbitrage : Wolfgang Stark |
|  | Rapport                                |         |            | Spectateurs : 40 121 Arbitrage : Wolfgang Stark | Spectateurs : 40 121 Arbitrage : Wolfgang Stark |

| 6e journée                    | Juventus FC | 0 - 0   | Atlético Madrid | Juventus Stadium, Turin                         |                                                 |
| 9 décembre 2014 20 h 45 (CET) |             | (0 - 0) |                 | Spectateurs : 39 219 Arbitrage : William Collum | Spectateurs : 39 219 Arbitrage : William Collum |
| 9 décembre 2014 20 h 45 (CET) | Rapport     |         |                 | Spectateurs : 39 219 Arbitrage : William Collum | Spectateurs : 39 219 Arbitrage : William Collum |

|  | Olympiakos                                               | 4 - 2   | Malmö FF                  | Stade Karaïskaki, Le Pirée                       |                                                  |
|  | Fuster 22e · Domínguez 63e · Mítroglou 87e · Afellay 90e | (1 - 0) | 59e Kroon · 81e Rosenberg | Spectateurs : 27 562 Arbitrage : Stéphane Lannoy | Spectateurs : 27 562 Arbitrage : Stéphane Lannoy |
|  | Rapport                                                  |         |                           | Spectateurs : 27 562 Arbitrage : Stéphane Lannoy | Spectateurs : 27 562 Arbitrage : Stéphane Lannoy |

### Groupe B
| Rang | Équipe             | Pts | J | G | N | P | Bp | Bc | Diff |  | Résultats (▼ dom., ► ext.) |     |     |     |     |
| ---- | ------------------ | --- | - | - | - | - | -- | -- | ---- |  | -------------------------- | --- | --- | --- | --- |
| 1    | Real Madrid        | 18  | 6 | 6 | 0 | 0 | 16 | 2  | +14  |  | Real Madrid                |     | 5-1 | 1-0 | 4-0 |
| 2    | FC Bâle            | 7   | 6 | 2 | 1 | 3 | 7  | 8  | -1   |  | FC Bâle                    | 0-1 |     | 1-0 | 4-0 |
| 3    | Liverpool FC       | 5   | 6 | 1 | 2 | 3 | 5  | 9  | -4   |  | Liverpool FC               | 0-3 | 1-1 |     | 2-1 |
| 4    | Ludogorets Razgrad | 4   | 6 | 1 | 1 | 4 | 5  | 14 | -9   |  | Ludogorets Razgrad         | 1-2 | 1-0 | 2-2 |     |

| 1re journée                      | Real Madrid CF                                                               | 5 - 1   | FC Bâle      | Stade Santiago Bernabéu, Madrid                |                                                |
| 16 septembre 2014 20 h 45 (CEST) | Suchý 14e (csc) · Bale 30e · Ronaldo 31e · James Rodríguez 37e · Benzema 79e | (4 - 1) | 38e González | Spectateurs : 65 364 Arbitrage : Damir Skomina | Spectateurs : 65 364 Arbitrage : Damir Skomina |
| 16 septembre 2014 20 h 45 (CEST) | Rapport                                                                      |         |              | Spectateurs : 65 364 Arbitrage : Damir Skomina | Spectateurs : 65 364 Arbitrage : Damir Skomina |

|  | Liverpool FC                  | 2 - 1   | Ludogorets Razgrad | Anfield, Liverpool                         |                                            |
|  | Balotelli 82e · Gerrard 90+3e | (0 - 0) | 90+1e Dani Abalo   | Spectateurs : 43 307 Arbitrage : Matej Jug | Spectateurs : 43 307 Arbitrage : Matej Jug |
|  | Rapport                       |         |                    | Spectateurs : 43 307 Arbitrage : Matej Jug | Spectateurs : 43 307 Arbitrage : Matej Jug |

| 2e journée                      | Ludogorets Razgrad | 1 - 2   | Real Madrid CF                   | Stade national Vassil-Levski, Sofia            |                                                |
| 1er octobre 2014 20 h 45 (CEST) | Marcelinho 6e      | (1 - 1) | 24e (pen.) Ronaldo · 77e Benzema | Spectateurs : 41 484 Arbitrage : Craig Thomson | Spectateurs : 41 484 Arbitrage : Craig Thomson |
| 1er octobre 2014 20 h 45 (CEST) | Rapport            |         |                                  | Spectateurs : 41 484 Arbitrage : Craig Thomson | Spectateurs : 41 484 Arbitrage : Craig Thomson |

|  | FC Bâle      | 1 - 0   | Liverpool FC | Parc Saint-Jacques, Bâle                        |                                                 |
|  | Streller 52e | (0 - 0) |              | Spectateurs : 36 000 Arbitrage : Jonas Eriksson | Spectateurs : 36 000 Arbitrage : Jonas Eriksson |
|  | Rapport      |         |              | Spectateurs : 36 000 Arbitrage : Jonas Eriksson | Spectateurs : 36 000 Arbitrage : Jonas Eriksson |

| 3e journée                     | Liverpool FC | 0 - 3   | Real Madrid CF                | Anfield, Liverpool                              |                                                 |
| 22 octobre 2014 20 h 45 (CEST) |              | (0 - 3) | 23e Ronaldo · 30e 41e Benzema | Spectateurs : 43 521 Arbitrage : Nicola Rizzoli | Spectateurs : 43 521 Arbitrage : Nicola Rizzoli |
| 22 octobre 2014 20 h 45 (CEST) | Rapport      |         |                               | Spectateurs : 43 521 Arbitrage : Nicola Rizzoli | Spectateurs : 43 521 Arbitrage : Nicola Rizzoli |

|  | Ludogorets Razgrad | 1 - 0   | FC Bâle | Stade national Vassil-Levski, Sofia            |                                                |
|  | Minev 90+2e        | (0 - 0) |         | Spectateurs : 29 150 Arbitrage : Deniz Aytekin | Spectateurs : 29 150 Arbitrage : Deniz Aytekin |
|  | Rapport            |         |         | Spectateurs : 29 150 Arbitrage : Deniz Aytekin | Spectateurs : 29 150 Arbitrage : Deniz Aytekin |

| 4e journée                     | Real Madrid CF | 1 - 0   | Liverpool FC | Stade Santiago Bernabéu, Madrid                |                                                |
| 4 novembre 2014 20 h 45 (CEST) | Benzema 27e    | (1 - 0) |              | Spectateurs : 79 283 Arbitrage : Viktor Kassai | Spectateurs : 79 283 Arbitrage : Viktor Kassai |
| 4 novembre 2014 20 h 45 (CEST) | Rapport        |         |              | Spectateurs : 79 283 Arbitrage : Viktor Kassai | Spectateurs : 79 283 Arbitrage : Viktor Kassai |

|  | FC Bâle                                           | 4 - 0   | Ludogorets Razgrad | Parc Saint-Jacques, Bâle                         |                                                  |
|  | Embolo 34e · González 41e · Gashi 59e · Suchý 65e | (2 - 0) |                    | Spectateurs : 35 272 Arbitrage : Stéphane Lannoy | Spectateurs : 35 272 Arbitrage : Stéphane Lannoy |
|  | Rapport                                           |         |                    | Spectateurs : 35 272 Arbitrage : Stéphane Lannoy | Spectateurs : 35 272 Arbitrage : Stéphane Lannoy |

| 5e journée                      | FC Bâle | 0 - 1   | Real Madrid CF | Parc Saint-Jacques, Bâle                       |                                                |
| 26 novembre 2014 20 h 45 (CEST) |         | (0 - 1) | 35e Ronaldo    | Spectateurs : 36 000 Arbitrage : Milorad Mažić | Spectateurs : 36 000 Arbitrage : Milorad Mažić |
| 26 novembre 2014 20 h 45 (CEST) | Rapport |         |                | Spectateurs : 36 000 Arbitrage : Milorad Mažić | Spectateurs : 36 000 Arbitrage : Milorad Mažić |

|  | Ludogorets Razgrad          | 2 - 2   | Liverpool FC               | Stade national Vassil-Levski, Sofia                  |                                                      |
|  | Dani Abalo 3e · Terziev 88e | (1 - 2) | 8e Lambert · 37e Henderson | Spectateurs : 37 143 Arbitrage : Antonio Mateu Lahoz | Spectateurs : 37 143 Arbitrage : Antonio Mateu Lahoz |
|  | Rapport                     |         |                            | Spectateurs : 37 143 Arbitrage : Antonio Mateu Lahoz | Spectateurs : 37 143 Arbitrage : Antonio Mateu Lahoz |

| 6e journée                     | Liverpool FC | 1 - 1   | FC Bâle  | Anfield, Liverpool                             |                                                |
| 9 décembre 2014 20 h 45 (CEST) | Gerrard 81e  | (0 - 1) | 25e Frei | Spectateurs : 43 290 Arbitrage : Björn Kuipers | Spectateurs : 43 290 Arbitrage : Björn Kuipers |
| 9 décembre 2014 20 h 45 (CEST) | Rapport      |         |          | Spectateurs : 43 290 Arbitrage : Björn Kuipers | Spectateurs : 43 290 Arbitrage : Björn Kuipers |

|  | Real Madrid CF                                           | 4 - 0   | Ludogorets Razgrad | Stade Santiago Bernabéu, Madrid                 |                                                 |
|  | Ronaldo 20e (pen.) · Bale 38e · Arbeloa 80e · Medrán 88e | (2 - 0) |                    | Spectateurs : 58 393 Arbitrage : Clément Turpin | Spectateurs : 58 393 Arbitrage : Clément Turpin |
|  | Rapport                                                  |         |                    | Spectateurs : 58 393 Arbitrage : Clément Turpin | Spectateurs : 58 393 Arbitrage : Clément Turpin |

### Groupe C
| Rang | Équipe                   | Pts | J | G | N | P | Bp | Bc | Diff |  | Résultats (▼ dom., ► ext.) |     |     |     |     |
| ---- | ------------------------ | --- | - | - | - | - | -- | -- | ---- |  | -------------------------- | --- | --- | --- | --- |
| 1    | AS Monaco FC             | 11  | 6 | 3 | 2 | 1 | 4  | 1  | +3   |  | AS Monaco FC               |     | 1-0 | 2-0 | 0-0 |
| 2    | Bayer Leverkusen         | 10  | 6 | 3 | 1 | 2 | 7  | 4  | +3   |  | Bayer Leverkusen           | 0-1 |     | 2-0 | 3-1 |
| 3    | Zénith Saint-Pétersbourg | 7   | 6 | 2 | 1 | 3 | 4  | 6  | -2   |  | Zénith Saint-Pétersbourg   | 0-0 | 1-2 |     | 1-0 |
| 4    | Benfica                  | 5   | 6 | 1 | 2 | 3 | 2  | 6  | -4   |  | Benfica                    | 1-0 | 0-0 | 0-2 |     |

| 1re journée                      | AS Monaco         | 1 - 0   | Bayer Leverkusen | Stade Louis-II, Monaco                         |                                                |
| 16 septembre 2014 20 h 45 (CEST) | João Moutinho 61e | (0 - 0) |                  | Spectateurs : 8 130 Arbitrage : Pavel Královec | Spectateurs : 8 130 Arbitrage : Pavel Královec |
| 16 septembre 2014 20 h 45 (CEST) | Rapport           |         |                  | Spectateurs : 8 130 Arbitrage : Pavel Královec | Spectateurs : 8 130 Arbitrage : Pavel Královec |

|  | Benfica Lisbonne | 0 - 2   | Zénith Saint-Pétersbourg | Estádio da Luz, Lisbonne                           |                                                    |
|  |                  | (0 - 2) | 5e Hulk · 22e Witsel     | Spectateurs : 35 294 Arbitrage : Svein Oddvar Moen | Spectateurs : 35 294 Arbitrage : Svein Oddvar Moen |
|  | Rapport          |         |                          | Spectateurs : 35 294 Arbitrage : Svein Oddvar Moen | Spectateurs : 35 294 Arbitrage : Svein Oddvar Moen |

| 2e journée                      | Zénith Saint-Pétersbourg | 0 - 0   | AS Monaco | Stade Petrovski, Saint-Pétersbourg                |                                                   |
| 1er octobre 2014 18 h 00 (CEST) |                          | (0 - 0) |           | Spectateurs : 13 817 Arbitrage : Mark Clattenburg | Spectateurs : 13 817 Arbitrage : Mark Clattenburg |
| 1er octobre 2014 18 h 00 (CEST) | Rapport                  |         |           | Spectateurs : 13 817 Arbitrage : Mark Clattenburg | Spectateurs : 13 817 Arbitrage : Mark Clattenburg |

|                | Bayer Leverkusen                               | 3 - 1   | Benfica Lisbonne | BayArena, Leverkusen                             |                                                  |
| 20 h 45 (CEST) | Kießling 25e · Son 34e · Çalhanoğlu 64e (pen.) | (2 - 0) | 62e Salvio       | Spectateurs : 25 202 Arbitrage : Martin Atkinson | Spectateurs : 25 202 Arbitrage : Martin Atkinson |
| 20 h 45 (CEST) | Rapport                                        |         |                  | Spectateurs : 25 202 Arbitrage : Martin Atkinson | Spectateurs : 25 202 Arbitrage : Martin Atkinson |

| 3e journée                     | AS Monaco | 0 - 0   | Benfica Lisbonne | Stade Louis-II, Monaco                            |                                                   |
| 22 octobre 2014 20 h 45 (CEST) |           | (0 - 0) |                  | Spectateurs : 12 776 Arbitrage : Szymon Marciniak | Spectateurs : 12 776 Arbitrage : Szymon Marciniak |
| 22 octobre 2014 20 h 45 (CEST) | Rapport   |         |                  | Spectateurs : 12 776 Arbitrage : Szymon Marciniak | Spectateurs : 12 776 Arbitrage : Szymon Marciniak |

|  | Bayer Leverkusen              | 2 - 0   | Zénith Saint-Pétersbourg | BayArena, Leverkusen                           |                                                |
|  | Donati 58e · Papadópoulos 63e | (0 - 0) |                          | Spectateurs : 27 254 Arbitrage : Björn Kuipers | Spectateurs : 27 254 Arbitrage : Björn Kuipers |
|  | Rapport                       |         |                          | Spectateurs : 27 254 Arbitrage : Björn Kuipers | Spectateurs : 27 254 Arbitrage : Björn Kuipers |

| 4e journée                     | Zénith Saint-Pétersbourg | 1 - 2   | Bayer Leverkusen | Stade Petrovski, Saint-Pétersbourg                        |                                                           |
| 4 novembre 2014 18 h 00 (CEST) | Rondón 89e               | (0 - 0) | 68e 73e Son      | Spectateurs : 17 010 Arbitrage : Alberto Undiano Mallenco | Spectateurs : 17 010 Arbitrage : Alberto Undiano Mallenco |
| 4 novembre 2014 18 h 00 (CEST) | Rapport                  |         |                  | Spectateurs : 17 010 Arbitrage : Alberto Undiano Mallenco | Spectateurs : 17 010 Arbitrage : Alberto Undiano Mallenco |

|                | Benfica Lisbonne | 1 - 0   | AS Monaco | Estádio da Luz, Lisbonne                                  |                                                           |
| 20 h 45 (CEST) | Talisca 82e      | (0 - 0) |           | Spectateurs : 32 565 Arbitrage : David Fernández Borbalán | Spectateurs : 32 565 Arbitrage : David Fernández Borbalán |
| 20 h 45 (CEST) | Rapport          |         |           | Spectateurs : 32 565 Arbitrage : David Fernández Borbalán | Spectateurs : 32 565 Arbitrage : David Fernández Borbalán |

| 5e journée                      | Zénith Saint-Pétersbourg | 1 - 0   | Benfica Lisbonne | Stade Petrovski, Saint-Pétersbourg              |                                                 |
| 26 novembre 2014 18 h 00 (CEST) | Danny 79e                | (0 - 0) |                  | Spectateurs : 14 123 Arbitrage : Nicola Rizzoli | Spectateurs : 14 123 Arbitrage : Nicola Rizzoli |
| 26 novembre 2014 18 h 00 (CEST) | Rapport                  |         |                  | Spectateurs : 14 123 Arbitrage : Nicola Rizzoli | Spectateurs : 14 123 Arbitrage : Nicola Rizzoli |

|                | Bayer Leverkusen | 0 - 1   | AS Monaco   | BayArena, Leverkusen                               |                                                    |
| 20 h 45 (CEST) |                  | (0 - 0) | 72e Ocampos | Spectateurs : 26 230 Arbitrage : Paolo Tagliavento | Spectateurs : 26 230 Arbitrage : Paolo Tagliavento |
| 20 h 45 (CEST) | Rapport          |         |             | Spectateurs : 26 230 Arbitrage : Paolo Tagliavento | Spectateurs : 26 230 Arbitrage : Paolo Tagliavento |

| 6e journée                     | Benfica Lisbonne | 0 - 0   | Bayer Leverkusen | Estádio da Luz, Lisbonne                          |                                                   |
| 9 décembre 2014 20 h 45 (CEST) |                  | (0 - 0) |                  | Spectateurs : 17 564 Arbitrage : Aleksei Kulbakov | Spectateurs : 17 564 Arbitrage : Aleksei Kulbakov |
| 9 décembre 2014 20 h 45 (CEST) | Rapport          |         |                  | Spectateurs : 17 564 Arbitrage : Aleksei Kulbakov | Spectateurs : 17 564 Arbitrage : Aleksei Kulbakov |

|  | AS Monaco                   | 2 - 0   | Zénith Saint-Pétersbourg | Stade Louis-II, Monaco                         |                                                |
|  | Abdennour 63e · Fabinho 89e | (0 - 0) |                          | Spectateurs : 11 319 Arbitrage : Damir Skomina | Spectateurs : 11 319 Arbitrage : Damir Skomina |
|  | Rapport                     |         |                          | Spectateurs : 11 319 Arbitrage : Damir Skomina | Spectateurs : 11 319 Arbitrage : Damir Skomina |

### Groupe D
| Rang | Équipe            | Pts | J | G | N | P | Bp | Bc | Diff |  | Résultats (▼ dom., ► ext.) |     |     |     |     |
| ---- | ----------------- | --- | - | - | - | - | -- | -- | ---- |  | -------------------------- | --- | --- | --- | --- |
| 1    | Borussia Dortmund | 13  | 6 | 4 | 1 | 1 | 14 | 4  | +10  |  | Borussia Dortmund          |     | 2-0 | 1-1 | 4-1 |
| 2    | Arsenal FC        | 13  | 6 | 4 | 1 | 1 | 15 | 8  | +7   |  | Arsenal FC                 | 2-0 |     | 3-3 | 4-1 |
| 3    | RSC Anderlecht    | 6   | 6 | 1 | 3 | 2 | 8  | 10 | -2   |  | RSC Anderlecht             | 0-3 | 1-2 |     | 2-0 |
| 4    | Galatasaray SK    | 1   | 6 | 0 | 1 | 5 | 4  | 19 | -15  |  | Galatasaray SK             | 0-4 | 1-4 | 1-1 |     |

| 1re journée                      | Borussia Dortmund             | 2 - 0   | Arsenal FC | Signal Iduna Park, Dortmund                           |                                                       |
| 16 septembre 2014 20 h 45 (CEST) | Immobile 45e · Aubameyang 48e | (1 - 0) |            | Spectateurs : 65 851 Arbitrage : Olegário Benquerença | Spectateurs : 65 851 Arbitrage : Olegário Benquerença |
| 16 septembre 2014 20 h 45 (CEST) | Rapport                       |         |            | Spectateurs : 65 851 Arbitrage : Olegário Benquerença | Spectateurs : 65 851 Arbitrage : Olegário Benquerença |

|  | Galatasaray SK     | 1 - 1   | RSC Anderlecht | Türk Telekom Arena, Istanbul                |                                             |
|  | Burak Yılmaz 90+1e | (0 - 0) | 52e Praet      | Spectateurs : 28 553 Arbitrage : István Vad | Spectateurs : 28 553 Arbitrage : István Vad |
|  | Rapport            |         |                | Spectateurs : 28 553 Arbitrage : István Vad | Spectateurs : 28 553 Arbitrage : István Vad |

| 2e journée                      | RSC Anderlecht | 0 - 3   | Borussia Dortmund           | Stade Constant Vanden Stock, Bruxelles             |                                                    |
| 1er octobre 2014 20 h 45 (CEST) |                | (0 - 1) | 3e Immobile · 69e 79e Ramos | Spectateurs : 18 649 Arbitrage : Paolo Tagliavento | Spectateurs : 18 649 Arbitrage : Paolo Tagliavento |
| 1er octobre 2014 20 h 45 (CEST) | Rapport        |         |                             | Spectateurs : 18 649 Arbitrage : Paolo Tagliavento | Spectateurs : 18 649 Arbitrage : Paolo Tagliavento |

|  | Arsenal FC                        | 4 - 1   | Galatasaray SK    | Emirates Stadium, Londres                        |                                                  |
|  | Welbeck 22e 30e 52e · Sánchez 41e | (3 - 0) | 63e (pen.) Yılmaz | Spectateurs : 59 803 Arbitrage : Gianluca Rocchi | Spectateurs : 59 803 Arbitrage : Gianluca Rocchi |
|  | Rapport                           |         |                   | Spectateurs : 59 803 Arbitrage : Gianluca Rocchi | Spectateurs : 59 803 Arbitrage : Gianluca Rocchi |

| 3e journée                     | Galatasaray SK | 0 - 4   | Borussia Dortmund                        | Türk Telekom Arena, Istanbul                         |                                                      |
| 22 octobre 2014 20 h 45 (CEST) |                | (0 - 3) | 6e 18e Aubameyang · 41e Reus · 83e Ramos | Spectateurs : 36 324 Arbitrage : Antonio Mateu Lahoz | Spectateurs : 36 324 Arbitrage : Antonio Mateu Lahoz |
| 22 octobre 2014 20 h 45 (CEST) | Rapport        |         |                                          | Spectateurs : 36 324 Arbitrage : Antonio Mateu Lahoz | Spectateurs : 36 324 Arbitrage : Antonio Mateu Lahoz |

|  | RSC Anderlecht | 1 - 2   | Arsenal FC                 | Stade Constant Vanden Stock, Bruxelles                   |                                                          |
|  | Najar 71e      | (0 - 0) | 89e Gibbs · 90+1e Podolski | Spectateurs : 19 881 Arbitrage : Carlos Velasco Carballo | Spectateurs : 19 881 Arbitrage : Carlos Velasco Carballo |
|  | Rapport        |         |                            | Spectateurs : 19 881 Arbitrage : Carlos Velasco Carballo | Spectateurs : 19 881 Arbitrage : Carlos Velasco Carballo |

| 4e journée                     | Borussia Dortmund                                               | 4 - 1   | Galatasaray SK | Signal Iduna Park, Dortmund                     |                                                 |
| 4 novembre 2014 20 h 45 (CEST) | Reus 39e · Papastathópoulos 56e · Immobile 74e · Kaya 85e (csc) | (1 - 0) | 70e Balta      | Spectateurs : 65 851 Arbitrage : Pavel Královec | Spectateurs : 65 851 Arbitrage : Pavel Královec |
| 4 novembre 2014 20 h 45 (CEST) | Rapport                                                         |         |                | Spectateurs : 65 851 Arbitrage : Pavel Královec | Spectateurs : 65 851 Arbitrage : Pavel Královec |

|  | Arsenal FC                                               | 3 - 3   | RSC Anderlecht                             | Emirates Stadium, Londres                       |                                                 |
|  | Arteta 25e (pen.) · Sánchez 29e · Oxlade-chamberlain 58e | (2 - 0) | 61e 73e (pen.) Vanden Borre · 90e Mitrović | Spectateurs : 59 872 Arbitrage : Clément Turpin | Spectateurs : 59 872 Arbitrage : Clément Turpin |
|  | Rapport                                                  |         |                                            | Spectateurs : 59 872 Arbitrage : Clément Turpin | Spectateurs : 59 872 Arbitrage : Clément Turpin |

| 5e journée                      | Arsenal FC                     | 2 - 0   | Borussia Dortmund | Emirates Stadium, Londres                      |                                                |
| 26 novembre 2014 20 h 45 (CEST) | Sanogo 2e · Alexis Sánchez 57e | (1 - 0) |                   | Spectateurs : 59 902 Arbitrage : Viktor Kassai | Spectateurs : 59 902 Arbitrage : Viktor Kassai |
| 26 novembre 2014 20 h 45 (CEST) | Rapport                        |         |                   | Spectateurs : 59 902 Arbitrage : Viktor Kassai | Spectateurs : 59 902 Arbitrage : Viktor Kassai |

|  | RSC Anderlecht | 2 - 0   | Galatasaray SK | Stade Constant Vanden Stock, Bruxelles      |                                             |
|  | Mbemba 44e 86e | (1 - 0) |                | Spectateurs : 19 857 Arbitrage : Ivan Bebek | Spectateurs : 19 857 Arbitrage : Ivan Bebek |
|  | Rapport        |         |                | Spectateurs : 19 857 Arbitrage : Ivan Bebek | Spectateurs : 19 857 Arbitrage : Ivan Bebek |

| 6e journée                     | Galatasaray SK | 1 - 4   | Arsenal FC                         | Türk Telekom Arena, Istanbul                              |                                                           |
| 9 décembre 2014 20 h 45 (CEST) | Sneijder 88e   | (0 - 3) | 3e 90+2e Podolski · 11e 29e Ramsey | Spectateurs : 20 590 Arbitrage : David Fernández Borbalán | Spectateurs : 20 590 Arbitrage : David Fernández Borbalán |
| 9 décembre 2014 20 h 45 (CEST) | Rapport        |         |                                    | Spectateurs : 20 590 Arbitrage : David Fernández Borbalán | Spectateurs : 20 590 Arbitrage : David Fernández Borbalán |

|  | Borussia Dortmund | 1 - 1   | RSC Anderlecht | Signal Iduna Park, Dortmund                               |                                                           |
|  | Immobile 58e      | (0 - 0) | 84e Mitrović   | Spectateurs : 65 851 Arbitrage : Alberto Undiano Mallenco | Spectateurs : 65 851 Arbitrage : Alberto Undiano Mallenco |
|  | Rapport           |         |                | Spectateurs : 65 851 Arbitrage : Alberto Undiano Mallenco | Spectateurs : 65 851 Arbitrage : Alberto Undiano Mallenco |

### Groupe E
| Rang | Équipe             | Pts | J | G | N | P | Bp | Bc | Diff |  | Résultats (▼ dom., ► ext.) |     |     |     |     |
| ---- | ------------------ | --- | - | - | - | - | -- | -- | ---- |  | -------------------------- | --- | --- | --- | --- |
| 1    | Bayern Munich      | 15  | 6 | 5 | 0 | 1 | 16 | 4  | +12  |  | Bayern Munich              |     | 1-0 | 2-0 | 3-0 |
| 2    | Manchester City FC | 8   | 6 | 2 | 2 | 2 | 9  | 8  | +1   |  | Manchester City FC         | 3-2 |     | 1-1 | 1-2 |
| 3    | AS Roma            | 5   | 6 | 1 | 2 | 3 | 8  | 14 | -6   |  | AS Roma                    | 1-7 | 0-2 |     | 5-1 |
| 4    | FK CSKA Moscou     | 5   | 6 | 1 | 2 | 3 | 6  | 13 | -7   |  | FK CSKA Moscou             | 0-1 | 2-2 | 1-1 |     |

| 1re journée                      | AS Rome                                                            | 5 - 1   | CSKA Moscou | Stade olympique de Rome, Rome                             |                                                           |
| 17 septembre 2014 20 h 45 (CEST) | Iturbe 6e · Gervinho 10e 31e · Maicon 20e · Ignachevitch 50e (csc) | (4 - 0) | 82e Musa    | Spectateurs : 40 888 Arbitrage : David Fernández Borbalán | Spectateurs : 40 888 Arbitrage : David Fernández Borbalán |
| 17 septembre 2014 20 h 45 (CEST) | Rapport                                                            |         |             | Spectateurs : 40 888 Arbitrage : David Fernández Borbalán | Spectateurs : 40 888 Arbitrage : David Fernández Borbalán |

|  | Bayern Munich | 1 - 0   | Manchester City | Allianz Arena, Munich                                     |                                                           |
|  | Boateng 90e   | (0 - 0) |                 | Spectateurs : 68 000 Arbitrage : Alberto Undiano Mallenco | Spectateurs : 68 000 Arbitrage : Alberto Undiano Mallenco |
|  | Rapport       |         |                 | Spectateurs : 68 000 Arbitrage : Alberto Undiano Mallenco | Spectateurs : 68 000 Arbitrage : Alberto Undiano Mallenco |

| 2e journée                       | CSKA Moscou | 0 - 1   | Bayern Munich     | Arena Khimki, Khimki                       |                                            |
| 30 septembre 2014 18 h 00 (CEST) |             | (0 - 1) | 22e (pen.) Müller | Spectateurs : 0 Arbitrage : William Collum | Spectateurs : 0 Arbitrage : William Collum |
| 30 septembre 2014 18 h 00 (CEST) | Rapport     |         |                   | Spectateurs : 0 Arbitrage : William Collum | Spectateurs : 0 Arbitrage : William Collum |

|                | Manchester City  | 1 - 1   | AS Rome   | City of Manchester Stadium, Manchester         |                                                |
| 20 h 45 (CEST) | Agüero 4e (pen.) | (1 - 1) | 23e Totti | Spectateurs : 37 509 Arbitrage : Björn Kuipers | Spectateurs : 37 509 Arbitrage : Björn Kuipers |
| 20 h 45 (CEST) | Rapport          |         |           | Spectateurs : 37 509 Arbitrage : Björn Kuipers | Spectateurs : 37 509 Arbitrage : Björn Kuipers |

| 3e journée                     | CSKA Moscou                     | 2 - 2   | Manchester City         | Arena Khimki, Khimki   |                        |
| 21 octobre 2014 18 h 00 (CEST) | Doumbia 64e · Natkho 86e (pen.) | (0 - 2) | 29e Agüero · 38e Milner | Arbitrage : István Vad | Arbitrage : István Vad |
| 21 octobre 2014 18 h 00 (CEST) | Rapport                         |         |                         | Arbitrage : István Vad | Arbitrage : István Vad |

|                | AS Rome      | 1 - 7   | Bayern Munich                                                                              | Stade olympique de Rome, Rome                   |                                                 |
| 20 h 45 (CEST) | Gervinho 66e | (0 - 5) | 9e 30e Robben · 23e Götze · 25e Lewandowski · 36e (pen.) Müller · 78e Ribéry · 80e Shaqiri | Spectateurs : 70 544 Arbitrage : Jonas Eriksson | Spectateurs : 70 544 Arbitrage : Jonas Eriksson |
| 20 h 45 (CEST) | Rapport      |         |                                                                                            | Spectateurs : 70 544 Arbitrage : Jonas Eriksson | Spectateurs : 70 544 Arbitrage : Jonas Eriksson |

| 4e journée                     | Bayern Munich          | 2 - 0   | AS Rome | Allianz Arena, Munich                         |                                               |
| 5 novembre 2014 20 h 45 (CEST) | Ribéry 38e · Götze 64e | (1 - 0) |         | Spectateurs : 68 000 Arbitrage : Cüneyt Çakır | Spectateurs : 68 000 Arbitrage : Cüneyt Çakır |
| 5 novembre 2014 20 h 45 (CEST) | Rapport                |         |         | Spectateurs : 68 000 Arbitrage : Cüneyt Çakır | Spectateurs : 68 000 Arbitrage : Cüneyt Çakır |

|  | Manchester City | 1 - 2   | CSKA Moscou    | City of Manchester Stadium, Manchester              |                                                     |
|  | Touré 8e        | (1 - 2) | 2e 34e Doumbia | Spectateurs : 45 143 Arbitrage : Tasos Sidiropoulos | Spectateurs : 45 143 Arbitrage : Tasos Sidiropoulos |
|  | Rapport         |         |                | Spectateurs : 45 143 Arbitrage : Tasos Sidiropoulos | Spectateurs : 45 143 Arbitrage : Tasos Sidiropoulos |

| 5e journée                      | CSKA Moscou       | 1 - 1   | AS Rome   | Arena Khimki, Khimki    |                         |
| 25 novembre 2014 18 h 00 (CEST) | Bérézoutski 90+3e | (0 - 1) | 43e Totti | Arbitrage : Felix Brych | Arbitrage : Felix Brych |
| 25 novembre 2014 18 h 00 (CEST) | Rapport           |         |           | Arbitrage : Felix Brych | Arbitrage : Felix Brych |

|                | Manchester City             | 3 - 2   | Bayern Munich                     | City of Manchester Stadium, Manchester          |                                                 |
| 20 h 45 (CEST) | Agüero 22e (pen.) 85e 90+1e | (1 - 2) | 40e Xabi Alonso · 45e Lewandowski | Spectateurs : 44 510 Arbitrage : Pavel Královec | Spectateurs : 44 510 Arbitrage : Pavel Královec |
| 20 h 45 (CEST) | Rapport                     |         |                                   | Spectateurs : 44 510 Arbitrage : Pavel Královec | Spectateurs : 44 510 Arbitrage : Pavel Královec |

| 6e journée                      | Bayern Munich                            | 3 - 0   | CSKA Moscou | Allianz Arena, Munich                                 |                                                       |
| 10 décembre 2014 20 h 45 (CEST) | Müller 18e (pen.) · Rode 84e · Götze 90e | (1 - 0) |             | Spectateurs : 68 000 Arbitrage : Olegário Benquerença | Spectateurs : 68 000 Arbitrage : Olegário Benquerença |
| 10 décembre 2014 20 h 45 (CEST) | Rapport                                  |         |             | Spectateurs : 68 000 Arbitrage : Olegário Benquerença | Spectateurs : 68 000 Arbitrage : Olegário Benquerença |

|  | AS Rome | 0 - 2   | Manchester City          | Stade olympique de Rome, Rome                  |                                                |
|  |         | (0 - 0) | 60e Nasri · 86e Zabaleta | Spectateurs : 54 119 Arbitrage : Milorad Mažić | Spectateurs : 54 119 Arbitrage : Milorad Mažić |
|  | Rapport |         |                          | Spectateurs : 54 119 Arbitrage : Milorad Mažić | Spectateurs : 54 119 Arbitrage : Milorad Mažić |

### Groupe F
| Rang | Équipe                 | Pts | J | G | N | P | Bp | Bc | Diff |  | Résultats (▼ dom., ► ext.) |     |     |     |     |
| ---- | ---------------------- | --- | - | - | - | - | -- | -- | ---- |  | -------------------------- | --- | --- | --- | --- |
| 1    | FC Barcelone           | 15  | 6 | 5 | 0 | 1 | 15 | 5  | +10  |  | FC Barcelone               |     | 3-1 | 3-1 | 1-0 |
| 2    | Paris Saint-Germain FC | 13  | 6 | 4 | 1 | 1 | 10 | 7  | +3   |  | Paris Saint-Germain FC     | 3-2 |     | 3-1 | 1-0 |
| 3    | AFC Ajax               | 5   | 6 | 1 | 2 | 3 | 8  | 10 | -2   |  | AFC Ajax                   | 0-2 | 1-1 |     | 4-0 |
| 4    | APOEL FC               | 1   | 6 | 0 | 1 | 5 | 1  | 12 | -11  |  | APOEL FC                   | 0-4 | 0-1 | 1-1 |     |

| 1re journée                      | FC Barcelone | 1 - 0   | APOEL Nicosie | Camp Nou, Barcelone                            |                                                |
| 17 septembre 2014 20 h 45 (CEST) | Piqué 28e    | (1 - 0) |               | Spectateurs : 62 832 Arbitrage : Deniz Aytekin | Spectateurs : 62 832 Arbitrage : Deniz Aytekin |
| 17 septembre 2014 20 h 45 (CEST) | Rapport      |         |               | Spectateurs : 62 832 Arbitrage : Deniz Aytekin | Spectateurs : 62 832 Arbitrage : Deniz Aytekin |

|  | Ajax Amsterdam | 1 - 1   | Paris Saint-Germain | Amsterdam Arena, Amsterdam                      |                                                 |
|  | Schøne 74e     | (0 - 1) | 14e Cavani          | Spectateurs : 50 430 Arbitrage : Wolfgang Stark | Spectateurs : 50 430 Arbitrage : Wolfgang Stark |
|  | Rapport        |         |                     | Spectateurs : 50 430 Arbitrage : Wolfgang Stark | Spectateurs : 50 430 Arbitrage : Wolfgang Stark |

| 2e journée                       | Paris Saint-Germain                         | 3 - 2   | FC Barcelone           | Parc des Princes, Paris                         |                                                 |
| 30 septembre 2014 20 h 45 (CEST) | David Luiz 10e · Verratti 26e · Matuidi 54e | (2 - 1) | 12e Messi · 56e Neymar | Spectateurs : 46 400 Arbitrage : Nicola Rizzoli | Spectateurs : 46 400 Arbitrage : Nicola Rizzoli |
| 30 septembre 2014 20 h 45 (CEST) | Rapport                                     |         |                        | Spectateurs : 46 400 Arbitrage : Nicola Rizzoli | Spectateurs : 46 400 Arbitrage : Nicola Rizzoli |

|  | APOEL Nicosie      | 1 - 1   | Ajax Amsterdam | Stade GSP, Nicosie                             |                                                |
|  | Manduca 31e (pen.) | (1 - 1) | 28e Andersen   | Spectateurs : 17 190 Arbitrage : Milorad Mažić | Spectateurs : 17 190 Arbitrage : Milorad Mažić |
|  | Rapport            |         |                | Spectateurs : 17 190 Arbitrage : Milorad Mažić | Spectateurs : 17 190 Arbitrage : Milorad Mažić |

| 3e journée                     | APOEL Nicosie | 0 - 1   | Paris Saint-Germain | Stade GSP, Nicosie                              |                                                 |
| 21 octobre 2014 20 h 45 (CEST) |               | (0 - 0) | 87e Cavani          | Spectateurs : 18 659 Arbitrage : Ovidiu Haţegan | Spectateurs : 18 659 Arbitrage : Ovidiu Haţegan |
| 21 octobre 2014 20 h 45 (CEST) | Rapport       |         |                     | Spectateurs : 18 659 Arbitrage : Ovidiu Haţegan | Spectateurs : 18 659 Arbitrage : Ovidiu Haţegan |

|  | FC Barcelone                          | 3 - 1   | Ajax Amsterdam | Camp Nou, Barcelone                             |                                                 |
|  | Neymar 7e · Messi 24e · Ramírez 90+4e | (2 - 0) | 88e El-Ghazi   | Spectateurs : 79 357 Arbitrage : William Collum | Spectateurs : 79 357 Arbitrage : William Collum |
|  | Rapport                               |         |                | Spectateurs : 79 357 Arbitrage : William Collum | Spectateurs : 79 357 Arbitrage : William Collum |

| 4e journée                     | Paris Saint-Germain | 1 - 0   | APOEL Nicosie | Parc des Princes, Paris                               |                                                       |
| 5 novembre 2014 20 h 45 (CEST) | Cavani 1re          | (1 - 0) |               | Spectateurs : 45 816 Arbitrage : Olegário Benquerença | Spectateurs : 45 816 Arbitrage : Olegário Benquerença |
| 5 novembre 2014 20 h 45 (CEST) | Rapport             |         |               | Spectateurs : 45 816 Arbitrage : Olegário Benquerença | Spectateurs : 45 816 Arbitrage : Olegário Benquerença |

|  | Ajax Amsterdam | 0 - 2   | FC Barcelone  | Amsterdam Arena, Amsterdam                     |                                                |
|  |                | (0 - 1) | 36e 76e Messi | Spectateurs : 52 117 Arbitrage : Pedro Proença | Spectateurs : 52 117 Arbitrage : Pedro Proença |
|  | Rapport        |         |               | Spectateurs : 52 117 Arbitrage : Pedro Proença | Spectateurs : 52 117 Arbitrage : Pedro Proença |

| 5e journée                      | APOEL Nicosie | 0 - 4   | FC Barcelone                   | Stade GSP, Nicosie                               |                                                  |
| 25 novembre 2014 20 h 45 (CEST) |               | (0 - 2) | 27e Suárez · 38e 58e 87e Messi | Spectateurs : 20 626 Arbitrage : Gianluca Rocchi | Spectateurs : 20 626 Arbitrage : Gianluca Rocchi |
| 25 novembre 2014 20 h 45 (CEST) | Rapport       |         |                                | Spectateurs : 20 626 Arbitrage : Gianluca Rocchi | Spectateurs : 20 626 Arbitrage : Gianluca Rocchi |

|  | Paris Saint-Germain              | 3 - 1   | Ajax Amsterdam | Parc des Princes, Paris                    |                                            |
|  | Cavani 33e 83e · Ibrahimović 78e | (1 - 0) | 67e Klaassen   | Spectateurs : 46 130 Arbitrage : Matej Jug | Spectateurs : 46 130 Arbitrage : Matej Jug |
|  | Rapport                          |         |                | Spectateurs : 46 130 Arbitrage : Matej Jug | Spectateurs : 46 130 Arbitrage : Matej Jug |

| 6e journée                      | FC Barcelone                        | 3 - 1   | Paris Saint-Germain | Camp Nou, Barcelone                              |                                                  |
| 10 décembre 2014 20 h 45 (CEST) | Messi 19e · Neymar 42e · Suárez 77e | (2 - 1) | 15e Ibrahimović     | Spectateurs : 82 570 Arbitrage : Martin Atkinson | Spectateurs : 82 570 Arbitrage : Martin Atkinson |
| 10 décembre 2014 20 h 45 (CEST) | Rapport                             |         |                     | Spectateurs : 82 570 Arbitrage : Martin Atkinson | Spectateurs : 82 570 Arbitrage : Martin Atkinson |

|  | Ajax Amsterdam                                     | 4 - 0   | APOEL Nicosie | Amsterdam Arena, Amsterdam                               |                                                          |
|  | Schøne 45+1e (pen.) 50e · Klaassen 53e · Milik 74e | (1 - 0) |               | Spectateurs : 51 796 Arbitrage : Carlos Velasco Carballo | Spectateurs : 51 796 Arbitrage : Carlos Velasco Carballo |
|  | Rapport                                            |         |               | Spectateurs : 51 796 Arbitrage : Carlos Velasco Carballo | Spectateurs : 51 796 Arbitrage : Carlos Velasco Carballo |

### Groupe G
| Rang | Équipe        | Pts | J | G | N | P | Bp | Bc | Diff |  | Résultats (▼ dom., ► ext.) |     |     |     |     |
| ---- | ------------- | --- | - | - | - | - | -- | -- | ---- |  | -------------------------- | --- | --- | --- | --- |
| 1    | Chelsea FC    | 14  | 6 | 4 | 2 | 0 | 17 | 3  | +14  |  | Chelsea FC                 |     | 1-1 | 3-1 | 6-0 |
| 2    | FC Schalke 04 | 8   | 6 | 2 | 2 | 2 | 9  | 14 | -5   |  | FC Schalke 04              | 0-5 |     | 4-3 | 1-1 |
| 3    | Sporting CP   | 7   | 6 | 2 | 1 | 3 | 12 | 12 | 0    |  | Sporting CP                | 0-1 | 4-2 |     | 3-1 |
| 4    | NK Maribor    | 3   | 6 | 0 | 3 | 3 | 4  | 13 | -9   |  | NK Maribor                 | 1-1 | 0-1 | 1-1 |     |

| 1re journée                      | Chelsea FC   | 1 - 1   | Schalke 04    | Stamford Bridge, Londres                    |                                             |
| 17 septembre 2014 20 h 45 (CEST) | Fàbregas 11e | (1 - 0) | 62e Huntelaar | Spectateurs : 40 648 Arbitrage : Ivan Bebek | Spectateurs : 40 648 Arbitrage : Ivan Bebek |
| 17 septembre 2014 20 h 45 (CEST) | Rapport      |         |               | Spectateurs : 40 648 Arbitrage : Ivan Bebek | Spectateurs : 40 648 Arbitrage : Ivan Bebek |

|  | NK Maribor    | 1 - 1   | Sporting CP | Stadion Ljudski vrt, Maribor                    |                                                 |
|  | Zahovič 90+2e | (0 - 0) | 80e Nani    | Spectateurs : 12 211 Arbitrage : Clément Turpin | Spectateurs : 12 211 Arbitrage : Clément Turpin |
|  | Rapport       |         |             | Spectateurs : 12 211 Arbitrage : Clément Turpin | Spectateurs : 12 211 Arbitrage : Clément Turpin |

| 2e journée                       | Sporting CP | 0 - 1   | Chelsea FC | Estádio José Alvalade XXI, Lisbonne                  |                                                      |
| 30 septembre 2014 20 h 45 (CEST) |             | (0 - 1) | 34e Matić  | Spectateurs : 40 734 Arbitrage : Antonio Mateu Lahoz | Spectateurs : 40 734 Arbitrage : Antonio Mateu Lahoz |
| 30 septembre 2014 20 h 45 (CEST) | Rapport     |         |            | Spectateurs : 40 734 Arbitrage : Antonio Mateu Lahoz | Spectateurs : 40 734 Arbitrage : Antonio Mateu Lahoz |

|  | Schalke 04    | 1 - 1   | NK Maribor | Veltins-Arena, Gelsenkirchen                             |                                                          |
|  | Huntelaar 56e | (0 - 1) | 37e Bohar  | Spectateurs : 47 997 Arbitrage : Carlos Velasco Carballo | Spectateurs : 47 997 Arbitrage : Carlos Velasco Carballo |
|  | Rapport       |         |            | Spectateurs : 47 997 Arbitrage : Carlos Velasco Carballo | Spectateurs : 47 997 Arbitrage : Carlos Velasco Carballo |

| 3e journée                     | Chelsea FC                                                                         | 6 - 0   | NK Maribor | Stamford Bridge, Londres                        |                                                 |
| 21 octobre 2014 20 h 45 (CEST) | Rémy 13e · Drogba 23e (pen.) · Terry 31e · Viler 54e (csc) · Hazard 77e (pen.) 90e | (3 - 0) |            | Spectateurs : 41 126 Arbitrage : Danny Makkelie | Spectateurs : 41 126 Arbitrage : Danny Makkelie |
| 21 octobre 2014 20 h 45 (CEST) | Rapport                                                                            |         |            | Spectateurs : 41 126 Arbitrage : Danny Makkelie | Spectateurs : 41 126 Arbitrage : Danny Makkelie |

|  | Schalke 04                                                           | 4 - 3   | Sporting CP                            | Veltins-Arena, Gelsenkirchen                    |                                                 |
|  | Obasi 34e · Huntelaar 51e · Höwedes 60e · Choupo-Moting 90+3e (pen.) | (1 - 1) | 16e Nani · 64e (pen.) 78e Adrien Silva | Spectateurs : 49 943 Arbitrage : Sergei Karasev | Spectateurs : 49 943 Arbitrage : Sergei Karasev |
|  | Rapport                                                              |         |                                        | Spectateurs : 49 943 Arbitrage : Sergei Karasev | Spectateurs : 49 943 Arbitrage : Sergei Karasev |

| 4e journée                     | Sporting CP                                         | 4 - 2   | Schalke 04                   | Estádio José Alvalade XXI, Lisbonne                |                                                    |
| 5 novembre 2014 20 h 45 (CEST) | Sarr 26e · Jefferson 52e · Nani 72e · Slimani 90+1e | (1 - 1) | 17e (csc) Slimani · 88e Aogo | Spectateurs : 35 473 Arbitrage : Paolo Tagliavento | Spectateurs : 35 473 Arbitrage : Paolo Tagliavento |
| 5 novembre 2014 20 h 45 (CEST) | Rapport                                             |         |                              | Spectateurs : 35 473 Arbitrage : Paolo Tagliavento | Spectateurs : 35 473 Arbitrage : Paolo Tagliavento |

|  | NK Maribor  | 1 - 1   | Chelsea FC | Stadion Ljudski vrt, Maribor                    |                                                 |
|  | Ibraimi 50e | (0 - 0) | 73e Matić  | Spectateurs : 12 646 Arbitrage : Daniele Orsato | Spectateurs : 12 646 Arbitrage : Daniele Orsato |
|  | Rapport     |         |            | Spectateurs : 12 646 Arbitrage : Daniele Orsato | Spectateurs : 12 646 Arbitrage : Daniele Orsato |

| 5e journée                      | Schalke 04 | 0 - 5   | Chelsea FC                                                              | Veltins-Arena, Gelsenkirchen                    |                                                 |
| 25 novembre 2014 20 h 45 (CEST) |            | (0 - 3) | 2e Terry · 29e Willian · 44e (csc) Kirchhoff · 76e Drogba · 78e Ramires | Spectateurs : 54 442 Arbitrage : Jonas Eriksson | Spectateurs : 54 442 Arbitrage : Jonas Eriksson |
| 25 novembre 2014 20 h 45 (CEST) | Rapport    |         |                                                                         | Spectateurs : 54 442 Arbitrage : Jonas Eriksson | Spectateurs : 54 442 Arbitrage : Jonas Eriksson |

|  | Sporting CP                              | 3 - 1   | NK Maribor          | Estádio José Alvalade XXI, Lisbonne            |                                                |
|  | Carlos Mané 10e · Nani 35e · Slimani 65e | (2 - 1) | 42e (csc) Jefferson | Spectateurs : 32 739 Arbitrage : Craig Thomson | Spectateurs : 32 739 Arbitrage : Craig Thomson |
|  | Rapport                                  |         |                     | Spectateurs : 32 739 Arbitrage : Craig Thomson | Spectateurs : 32 739 Arbitrage : Craig Thomson |

| 6e journée                      | NK Maribor | 0 - 1   | Schalke 04 | Stadion Ljudski vrt, Maribor                      |                                                   |
| 10 décembre 2014 20 h 45 (CEST) |            | (0 - 0) | 62e Meyer  | Spectateurs : 12 516 Arbitrage : Szymon Marciniak | Spectateurs : 12 516 Arbitrage : Szymon Marciniak |
| 10 décembre 2014 20 h 45 (CEST) | Rapport    |         |            | Spectateurs : 12 516 Arbitrage : Szymon Marciniak | Spectateurs : 12 516 Arbitrage : Szymon Marciniak |

|  | Chelsea FC                                    | 3 - 1   | Sporting CP | Stamford Bridge, Londres                           |                                                    |
|  | Fàbregas 8e (pen.) · Schürrle 16e · Mikel 56e | (2 - 0) | 50e Silva   | Spectateurs : 41 089 Arbitrage : Svein Oddvar Moen | Spectateurs : 41 089 Arbitrage : Svein Oddvar Moen |
|  | Rapport                                       |         |             | Spectateurs : 41 089 Arbitrage : Svein Oddvar Moen | Spectateurs : 41 089 Arbitrage : Svein Oddvar Moen |

### Groupe H
| Rang | Équipe              | Pts | J | G | N | P | Bp | Bc | Diff |  | Résultats (▼ dom., ► ext.) |     |     |     |     |
| ---- | ------------------- | --- | - | - | - | - | -- | -- | ---- |  | -------------------------- | --- | --- | --- | --- |
| 1    | FC Porto            | 14  | 6 | 4 | 2 | 0 | 16 | 4  | +12  |  | FC Porto                   |     | 1-1 | 2-1 | 6-0 |
| 2    | FC Shakhtar Donetsk | 9   | 6 | 2 | 3 | 1 | 15 | 4  | +11  |  | FC Shakhtar Donetsk        | 2-2 |     | 0-1 | 5-0 |
| 3    | Athletic Bilbao     | 7   | 6 | 2 | 1 | 3 | 5  | 6  | -1   |  | Athletic Bilbao            | 0-2 | 0-0 |     | 2-0 |
| 4    | FC BATE Borisov     | 3   | 6 | 1 | 0 | 5 | 2  | 24 | -22  |  | FC BATE Borisov            | 0-3 | 0-7 | 2-1 |     |

| 1re journée                      | Athletic Bilbao | 0 - 0   | Shakhtar Donetsk | Stade San Mamés, Bilbao                             |                                                     |
| 17 septembre 2014 20 h 45 (CEST) |                 | (0 - 0) |                  | Spectateurs : 48 351 Arbitrage : Tasos Sidiropoulos | Spectateurs : 48 351 Arbitrage : Tasos Sidiropoulos |
| 17 septembre 2014 20 h 45 (CEST) | Rapport         |         |                  | Spectateurs : 48 351 Arbitrage : Tasos Sidiropoulos | Spectateurs : 48 351 Arbitrage : Tasos Sidiropoulos |

|  | FC Porto                                                             | 6 - 0   | FC BATE Borisov | Estádio do Dragão, Porto                     |                                              |
|  | Brahimi 5e 32e 57e · Martínez 37e · Adrián López 61e · Aboubakar 76e | (3 - 0) |                 | Spectateurs : 35 108 Arbitrage : Bas Nijhuis | Spectateurs : 35 108 Arbitrage : Bas Nijhuis |
|  | Rapport                                                              |         |                 | Spectateurs : 35 108 Arbitrage : Bas Nijhuis | Spectateurs : 35 108 Arbitrage : Bas Nijhuis |

| 2e journée                       | Shakhtar Donetsk                     | 2 - 2   | FC Porto                  | Arena Lviv, Lviv                              |                                               |
| 30 septembre 2014 20 h 45 (CEST) | Alex Teixeira 52e · Luiz Adriano 85e | (0 - 0) | 89e (pen.) 90+4e Martínez | Spectateurs : 33 217 Arbitrage : Cüneyt Çakır | Spectateurs : 33 217 Arbitrage : Cüneyt Çakır |
| 30 septembre 2014 20 h 45 (CEST) | Rapport                              |         |                           | Spectateurs : 33 217 Arbitrage : Cüneyt Çakır | Spectateurs : 33 217 Arbitrage : Cüneyt Çakır |

|  | FC BATE Borisov              | 2 - 1   | Athletic Bilbao  | Borisov Arena, Baryssaw                          |                                                  |
|  | Polyakov 19e · Karnitsky 41e | (2 - 1) | 45e Aritz Aduriz | Spectateurs : 11 886 Arbitrage : Stéphane Lannoy | Spectateurs : 11 886 Arbitrage : Stéphane Lannoy |
|  | Rapport                      |         |                  | Spectateurs : 11 886 Arbitrage : Stéphane Lannoy | Spectateurs : 11 886 Arbitrage : Stéphane Lannoy |

| 3e journée                     | FC BATE Borisov | 0 - 7   | Shakhtar Donetsk                                                                       | Borisov Arena, Baryssaw                     |                                             |
| 21 octobre 2014 20 h 45 (CEST) |                 | (0 - 6) | 11e Alex Teixeira · 28e (pen.) 36e 40e 44e 82e (pen.) Luiz Adriano · 35e Douglas Costa | Spectateurs : 12 113 Arbitrage : Ivan Bebek | Spectateurs : 12 113 Arbitrage : Ivan Bebek |
| 21 octobre 2014 20 h 45 (CEST) | Rapport         |         |                                                                                        | Spectateurs : 12 113 Arbitrage : Ivan Bebek | Spectateurs : 12 113 Arbitrage : Ivan Bebek |

|  | FC Porto                   | 2 - 1   | Athletic Bilbao         | Estádio do Dragão, Porto                       |                                                |
|  | Herrera 45e · Quaresma 75e | (1 - 0) | 58e Guillermo Fernández | Spectateurs : 38 116 Arbitrage : Damir Skomina | Spectateurs : 38 116 Arbitrage : Damir Skomina |
|  | Rapport                    |         |                         | Spectateurs : 38 116 Arbitrage : Damir Skomina | Spectateurs : 38 116 Arbitrage : Damir Skomina |

| 4e journée                     | Athletic Bilbao | 0 - 2   | FC Porto                   | Stade San Mamés, Bilbao                      |                                              |
| 5 novembre 2014 20 h 45 (CEST) |                 | (0 - 0) | 56e Martínez · 73e Brahimi | Spectateurs : 47 243 Arbitrage : Felix Brych | Spectateurs : 47 243 Arbitrage : Felix Brych |
| 5 novembre 2014 20 h 45 (CEST) | Rapport         |         |                            | Spectateurs : 47 243 Arbitrage : Felix Brych | Spectateurs : 47 243 Arbitrage : Felix Brych |

|  | Shakhtar Donetsk                                                 | 5 - 0   | FC BATE Borisov | Arena Lviv, Lviv                                |                                                 |
|  | Srna 19e · Alex Teixeira 48e · Luiz Adriano 58e (pen.) 83e 90+3e | (1 - 0) |                 | Spectateurs : 29 173 Arbitrage : Wolfgang Stark | Spectateurs : 29 173 Arbitrage : Wolfgang Stark |
|  | Rapport                                                          |         |                 | Spectateurs : 29 173 Arbitrage : Wolfgang Stark | Spectateurs : 29 173 Arbitrage : Wolfgang Stark |

| 5e journée                      | FC BATE Borisov | 0 - 3   | FC Porto                               | Borisov Arena, Baryssaw                         |                                                 |
| 25 novembre 2014 18 h 00 (CEST) |                 | (0 - 0) | 56e Herrera · 65e Martínez · 89e Tello | Spectateurs : 10 147 Arbitrage : Ovidiu Haţegan | Spectateurs : 10 147 Arbitrage : Ovidiu Haţegan |
| 25 novembre 2014 18 h 00 (CEST) | Rapport         |         |                                        | Spectateurs : 10 147 Arbitrage : Ovidiu Haţegan | Spectateurs : 10 147 Arbitrage : Ovidiu Haţegan |

|                | Shakhtar Donetsk | 0 - 1   | Athletic Bilbao | Arena Lviv, Lviv                                  |                                                   |
| 20 h 45 (CEST) |                  | (0 - 0) | 68e San José    | Spectateurs : 33 489 Arbitrage : Mark Clattenburg | Spectateurs : 33 489 Arbitrage : Mark Clattenburg |
| 20 h 45 (CEST) | Rapport          |         |                 | Spectateurs : 33 489 Arbitrage : Mark Clattenburg | Spectateurs : 33 489 Arbitrage : Mark Clattenburg |

| 6e journée                      | FC Porto      | 1 - 1   | Shakhtar Donetsk | Estádio do Dragão, Porto                      |                                               |
| 10 décembre 2014 20 h 45 (CEST) | Aboubakar 87e | (0 - 0) | 50e Stepanenko   | Spectateurs : 28 010 Arbitrage : Ruddy Buquet | Spectateurs : 28 010 Arbitrage : Ruddy Buquet |
| 10 décembre 2014 20 h 45 (CEST) | Rapport       |         |                  | Spectateurs : 28 010 Arbitrage : Ruddy Buquet | Spectateurs : 28 010 Arbitrage : Ruddy Buquet |

|  | Athletic Bilbao            | 2 - 0   | FC BATE Borisov | Stade San Mamés, Bilbao                         |                                                 |
|  | San José 47e · Susaeta 88e | (0 - 0) |                 | Spectateurs : 42 852 Arbitrage : Daniele Orsato | Spectateurs : 42 852 Arbitrage : Daniele Orsato |
|  | Rapport                    |         |                 | Spectateurs : 42 852 Arbitrage : Daniele Orsato | Spectateurs : 42 852 Arbitrage : Daniele Orsato |

## Phase à élimination directe

### Huitièmes de finale
| 17 février 2015 | Paris Saint-Germain | 1 - 1   | Chelsea FC   | Parc des Princes, Paris                       |                                               |
| 20h45 CET       | Cavani 54e          | (0 - 1) | 36e Ivanović | Spectateurs : 46 146 Arbitrage : Cüneyt Çakır | Spectateurs : 46 146 Arbitrage : Cüneyt Çakır |
| 20h45 CET       | Rapport             |         |              | Spectateurs : 46 146 Arbitrage : Cüneyt Çakır | Spectateurs : 46 146 Arbitrage : Cüneyt Çakır |

| 11 mars 2015 | Chelsea FC                     | 2 - 2 ap | Paris Saint-Germain                | Stamford Bridge, Londres                       |                                                |
| 20h45 CET    | Cahill 81e · Hazard 96e (pen.) | (0 - 0)  | 86e David Luiz · 114e Thiago Silva | Spectateurs : 37 692 Arbitrage : Björn Kuipers | Spectateurs : 37 692 Arbitrage : Björn Kuipers |
| 20h45 CET    |                                | Rapport  | 31e Ibrahimović                    | Spectateurs : 37 692 Arbitrage : Björn Kuipers | Spectateurs : 37 692 Arbitrage : Björn Kuipers |

| 17 février 2015 | Shakhtar Donetsk | 0 - 0   | Bayern Munich        | Arena Lviv, Lviv                                          |                                                           |
| 20h45 CET       |                  | (0 - 0) |                      | Spectateurs : 34 187 Arbitrage : Alberto Undiano Mallenco | Spectateurs : 34 187 Arbitrage : Alberto Undiano Mallenco |
| 20h45 CET       |                  | Rapport | 24e, 65e Xabi Alonso | Spectateurs : 34 187 Arbitrage : Alberto Undiano Mallenco | Spectateurs : 34 187 Arbitrage : Alberto Undiano Mallenco |

| 18 février 2015 | Schalke 04 | 0 - 2   | Real Madrid CF            | Veltins-Arena, Gelsenkirchen                     |                                                  |
| 20h45 CET       |            | (0 - 1) | 26e Ronaldo · 79e Marcelo | Spectateurs : 54 442 Arbitrage : Martin Atkinson | Spectateurs : 54 442 Arbitrage : Martin Atkinson |
| 20h45 CET       | Rapport    |         |                           | Spectateurs : 54 442 Arbitrage : Martin Atkinson | Spectateurs : 54 442 Arbitrage : Martin Atkinson |

| 10 mars 2015 | Real Madrid CF                | 3 - 4   | Schalke 04                               | Stade Santiago Bernabéu, Madrid                |                                                |
| 20h45 CET    | Ronaldo 25e 45e · Benzema 53e | (2 - 2) | 20e Fuchs · 40e 84e Huntelaar · 57e Sané | Spectateurs : 69 986 Arbitrage : Damir Skomina | Spectateurs : 69 986 Arbitrage : Damir Skomina |
| 20h45 CET    | Rapport                       |         |                                          | Spectateurs : 69 986 Arbitrage : Damir Skomina | Spectateurs : 69 986 Arbitrage : Damir Skomina |

| 18 février 2015 | FC Bâle      | 1 - 1   | FC Porto          | Parc Saint-Jacques, Bâle                          |                                                   |
| 20h45 CET       | González 11e | (1 - 0) | 79e (pen.) Danilo | Spectateurs : 34 464 Arbitrage : Mark Clattenburg | Spectateurs : 34 464 Arbitrage : Mark Clattenburg |
| 20h45 CET       | Rapport      |         |                   | Spectateurs : 34 464 Arbitrage : Mark Clattenburg | Spectateurs : 34 464 Arbitrage : Mark Clattenburg |

| 10 mars 2015 | FC Porto                                                 | 4 - 0   | FC Bâle           | Estádio do Dragão, Porto                        |                                                 |
| 20h45 CET    | Brahimi 14e · Herrera 47e · Casemiro 56e · Aboubakar 76e | (1 - 0) |                   | Spectateurs : 43 108 Arbitrage : Jonas Eriksson | Spectateurs : 43 108 Arbitrage : Jonas Eriksson |
| 20h45 CET    |                                                          | Rapport | 49e, 90+1e Samuel | Spectateurs : 43 108 Arbitrage : Jonas Eriksson | Spectateurs : 43 108 Arbitrage : Jonas Eriksson |

| 24 février 2015 | Manchester City | 1 - 2   | FC Barcelone   | City of Manchester Stadium, Manchester       |                                              |
| 20h45 CET       | Agüero 69e      | (0 - 2) | 16e 30e Suárez | Spectateurs : 45 081 Arbitrage : Felix Brych | Spectateurs : 45 081 Arbitrage : Felix Brych |
| 20h45 CET       | Clichy 59e, 74e | Rapport |                | Spectateurs : 45 081 Arbitrage : Felix Brych | Spectateurs : 45 081 Arbitrage : Felix Brych |

| 18 mars 2015 | FC Barcelone | 1 - 0   | Manchester City | Camp Nou, Barcelone                              |                                                  |
| 20h45 CET    | Rakitić 31e  | (1 - 0) |                 | Spectateurs : 92 551 Arbitrage : Gianluca Rocchi | Spectateurs : 92 551 Arbitrage : Gianluca Rocchi |
| 20h45 CET    | Rapport      |         |                 | Spectateurs : 92 551 Arbitrage : Gianluca Rocchi | Spectateurs : 92 551 Arbitrage : Gianluca Rocchi |

| 24 février 2015 | Juventus FC            | 2 - 1   | Borussia Dortmund | Juventus Stadium, Turin                              |                                                      |
| 20h45 CET       | Tévez 13e · Morata 43e | (2 - 1) | 18e Reus          | Spectateurs : 41 182 Arbitrage : Antonio Mateu Lahoz | Spectateurs : 41 182 Arbitrage : Antonio Mateu Lahoz |
| 20h45 CET       | Rapport                |         |                   | Spectateurs : 41 182 Arbitrage : Antonio Mateu Lahoz | Spectateurs : 41 182 Arbitrage : Antonio Mateu Lahoz |

| 18 mars 2015 | Borussia Dortmund | 0 - 3   | Juventus FC               | Signal Iduna Park, Dortmund                    |                                                |
| 20h45 CET    |                   | (0 - 1) | 3e 79e Tévez · 70e Morata | Spectateurs : 65 851 Arbitrage : Milorad Mažić | Spectateurs : 65 851 Arbitrage : Milorad Mažić |
| 20h45 CET    | Rapport           |         |                           | Spectateurs : 65 851 Arbitrage : Milorad Mažić | Spectateurs : 65 851 Arbitrage : Milorad Mažić |

| 25 février 2015 | Arsenal FC               | 1 - 3   | AS Monaco                                              | Emirates Stadium, Londres                      |                                                |
| 20h45 CET       | Oxlade-Chamberlain 90+1e | (0 - 1) | 38e Kondogbia · 53e Berbatov · 90+4e Ferreira Carrasco | Spectateurs : 59 868 Arbitrage : Deniz Aytekin | Spectateurs : 59 868 Arbitrage : Deniz Aytekin |
| 20h45 CET       | Rapport                  |         |                                                        | Spectateurs : 59 868 Arbitrage : Deniz Aytekin | Spectateurs : 59 868 Arbitrage : Deniz Aytekin |

| 17 mars 2015 | AS Monaco | 0 - 2   | Arsenal FC              | Stade Louis-II, Monaco                             |                                                    |
| 20h45 CET    |           | (0 - 1) | 36e Giroud · 79e Ramsey | Spectateurs : 17 263 Arbitrage : Svein Oddvar Moen | Spectateurs : 17 263 Arbitrage : Svein Oddvar Moen |
| 20h45 CET    | Rapport   |         |                         | Spectateurs : 17 263 Arbitrage : Svein Oddvar Moen | Spectateurs : 17 263 Arbitrage : Svein Oddvar Moen |

| 25 février 2015 | Bayer Leverkusen | 1 - 0   | Atlético Madrid | BayArena, Leverkusen                            |                                                 |
| 20h45 CET       | Çalhanoğlu 57e   | (0 - 0) |                 | Spectateurs : 29 079 Arbitrage : Pavel Královec | Spectateurs : 29 079 Arbitrage : Pavel Královec |
| 20h45 CET       |                  | Rapport | 22e, 76e Tiago  | Spectateurs : 29 079 Arbitrage : Pavel Královec | Spectateurs : 29 079 Arbitrage : Pavel Královec |

| 17 mars 2015 | Atlético Madrid                             | 1 - 0             | Bayer Leverkusen                                 | Stade Vicente-Calderón, Madrid                  |                                                 |
| 20h45 CET    | Mario Suárez 27e                            | (1 - 0)           |                                                  | Spectateurs : 48 273 Arbitrage : Nicola Rizzoli | Spectateurs : 48 273 Arbitrage : Nicola Rizzoli |
| 20h45 CET    | Rapport                                     |                   |                                                  | Spectateurs : 48 273 Arbitrage : Nicola Rizzoli | Spectateurs : 48 273 Arbitrage : Nicola Rizzoli |
| 20h45 CET    | García · Griezmann · Suárez · Koke · Torres | Tirs au but 3 - 2 | Çalhanoğlu · Rolfes · Toprak · Castro · Kießling | Spectateurs : 48 273 Arbitrage : Nicola Rizzoli | Spectateurs : 48 273 Arbitrage : Nicola Rizzoli |

### Quarts de finale
| 14 avril 2015 | Atlético Madrid | 0 - 0   | Real Madrid CF | Stade Vicente-Calderón, Madrid                 |                                                |
| 20h45 CEST    |                 | (0 - 0) |                | Spectateurs : 52 553 Arbitrage : Milorad Mažić | Spectateurs : 52 553 Arbitrage : Milorad Mažić |
| 20h45 CEST    | Rapport         |         |                | Spectateurs : 52 553 Arbitrage : Milorad Mažić | Spectateurs : 52 553 Arbitrage : Milorad Mažić |

| 22 avril 2015 | Real Madrid CF           | 1 - 0   | Atlético Madrid     | Stade Santiago Bernabéu, Madrid              |                                              |
| 20h45 CEST    | Chicharito Hernández 88e | (0 - 0) |                     | Spectateurs : 78 300 Arbitrage : Felix Brych | Spectateurs : 78 300 Arbitrage : Felix Brych |
| 20h45 CEST    |                          | Rapport | 31e, 75e Arda Turan | Spectateurs : 78 300 Arbitrage : Felix Brych | Spectateurs : 78 300 Arbitrage : Felix Brych |

| 14 avril 2015 | Juventus FC      | 1 - 0   | AS Monaco | Juventus Stadium, Turin                         |                                                 |
| 20h45 CEST    | Vidal 57e (pen.) | (0 - 0) |           | Spectateurs : 40 801 Arbitrage : Pavel Královec | Spectateurs : 40 801 Arbitrage : Pavel Královec |
| 20h45 CEST    | Rapport          |         |           | Spectateurs : 40 801 Arbitrage : Pavel Královec | Spectateurs : 40 801 Arbitrage : Pavel Královec |

| 22 avril 2015 | AS Monaco | 0 - 0   | Juventus FC | Stade Louis-II, Monaco                          |                                                 |
| 20h45 CEST    |           | (0 - 0) |             | Spectateurs : 16 899 Arbitrage : William Collum | Spectateurs : 16 899 Arbitrage : William Collum |
| 20h45 CEST    | Rapport   |         |             | Spectateurs : 16 899 Arbitrage : William Collum | Spectateurs : 16 899 Arbitrage : William Collum |

| 15 avril 2015 | Paris Saint-Germain | 1 - 3   | FC Barcelone                   | Parc des Princes, Paris                           |                                                   |
| 20h45 CEST    | Mathieu 82e (csc)   | (0 - 1) | 18e Neymar Jr · 67e 79e Suárez | Spectateurs : 45 893 Arbitrage : Mark Clattenburg | Spectateurs : 45 893 Arbitrage : Mark Clattenburg |
| 20h45 CEST    | Rapport             |         |                                | Spectateurs : 45 893 Arbitrage : Mark Clattenburg | Spectateurs : 45 893 Arbitrage : Mark Clattenburg |

| 21 avril 2015 | FC Barcelone      | 2 - 0   | Paris Saint-Germain | Camp Nou, Barcelone                                |                                                    |
| 20h45 CEST    | Neymar Jr 14e 34e | (2 - 0) |                     | Spectateurs : 84 477 Arbitrage : Svein Oddvar Moen | Spectateurs : 84 477 Arbitrage : Svein Oddvar Moen |
| 20h45 CEST    | Rapport           |         |                     | Spectateurs : 84 477 Arbitrage : Svein Oddvar Moen | Spectateurs : 84 477 Arbitrage : Svein Oddvar Moen |

| 15 avril 2015 | FC Porto                                | 3 - 1   | Bayern Munich | Estádio do Dragão, Porto                                 |                                                          |
| 20h45 CEST    | Quaresma 3e (pen.) 10e · J.Martínez 65e | (2 - 1) | 28e Alcántara | Spectateurs : 50 948 Arbitrage : Carlos Velasco Carballo | Spectateurs : 50 948 Arbitrage : Carlos Velasco Carballo |
| 20h45 CEST    | Rapport                                 |         |               | Spectateurs : 50 948 Arbitrage : Carlos Velasco Carballo | Spectateurs : 50 948 Arbitrage : Carlos Velasco Carballo |

| 21 avril 2015 | Bayern Munich                                                                      | 6 - 1   | FC Porto         | Allianz Arena, Munich                            |                                                  |
| 20h45 CEST    | Alcántara 14e · J.Boateng 22e · Lewandowski 27e 40e · Müller 36e · Xabi Alonso 88e | (5 - 0) | 73e J.Martínez   | Spectateurs : 70 000 Arbitrage : Martin Atkinson | Spectateurs : 70 000 Arbitrage : Martin Atkinson |
| 20h45 CEST    |                                                                                    | Rapport | 71e, 87e Marcano | Spectateurs : 70 000 Arbitrage : Martin Atkinson | Spectateurs : 70 000 Arbitrage : Martin Atkinson |

### Demi-finales
| 5 mai 2015 | Juventus FC                  | 2 - 1   | Real Madrid CF | Juventus Stadium, Turin                          |                                                  |
| 20h45 CEST | Morata 8e · Tévez 58e (pen.) | (1 - 1) | 27e Ronaldo    | Spectateurs : 41 011 Arbitrage : Martin Atkinson | Spectateurs : 41 011 Arbitrage : Martin Atkinson |
| 20h45 CEST | Rapport                      |         |                | Spectateurs : 41 011 Arbitrage : Martin Atkinson | Spectateurs : 41 011 Arbitrage : Martin Atkinson |

| 13 mai 2015 | Real Madrid CF     | 1 - 1   | Juventus FC | Stade Santiago Bernabéu, Madrid                 |                                                 |
| 20h45 CEST  | Ronaldo 23e (pen.) | (1 - 0) | 57e Morata  | Spectateurs : 78 153 Arbitrage : Jonas Eriksson | Spectateurs : 78 153 Arbitrage : Jonas Eriksson |
| 20h45 CEST  | Rapport            |         |             | Spectateurs : 78 153 Arbitrage : Jonas Eriksson | Spectateurs : 78 153 Arbitrage : Jonas Eriksson |

| 6 mai 2015 | FC Barcelone                    | 3 - 0   | Bayern Munich | Camp Nou, Barcelone                             |                                                 |
| 20h45 CEST | Messi 77e 80e · Neymar Jr 90+4e | (0 - 0) |               | Spectateurs : 95 639 Arbitrage : Nicola Rizzoli | Spectateurs : 95 639 Arbitrage : Nicola Rizzoli |
| 20h45 CEST | Rapport                         |         |               | Spectateurs : 95 639 Arbitrage : Nicola Rizzoli | Spectateurs : 95 639 Arbitrage : Nicola Rizzoli |

| 12 mai 2015 | Bayern Munich                             | 3 - 2   | FC Barcelone      | Allianz Arena, Munich                             |                                                   |
| 20h45 CEST  | Benatia 7e · Lewandowski 59e · Müller 74e | (1 - 2) | 15e 29e Neymar Jr | Spectateurs : 70 000 Arbitrage : Mark Clattenburg | Spectateurs : 70 000 Arbitrage : Mark Clattenburg |
| 20h45 CEST  | Rapport                                   |         |                   | Spectateurs : 70 000 Arbitrage : Mark Clattenburg | Spectateurs : 70 000 Arbitrage : Mark Clattenburg |

### Finale
| 6 juin 2015  | Juventus FC | 1 - 3   | FC Barcelone                           | Olympiastadion Berlin, Berlin                 |                                               |
| 20 h 45 CEST | Morata 55e  | (0 - 1) | 4e Rakitić · 68e Suárez · 90+7e Neymar | Spectateurs : 70 442 Arbitrage : Cüneyt Çakır | Spectateurs : 70 442 Arbitrage : Cüneyt Çakır |
| 20 h 45 CEST | Rapport     |         |                                        | Spectateurs : 70 442 Arbitrage : Cüneyt Çakır | Spectateurs : 70 442 Arbitrage : Cüneyt Çakır |